# Mount Danforth
Mount Danforth är ett berg i Antarktis. Det ligger i Västantarktis. Nya Zeeland gör anspråk på området. Toppen på Mount Danforth är 2 000 meter över havet, eller 766 meter över den omgivande terrängen. Bredden vid basen är 3,0 km.
Terrängen runt Mount Danforth är varierad. Trakten är obefolkad. Det finns inga samhällen i närheten. 